# 窒素株式会社
日本窒素肥料株式会社，简称“日窒”，是1906年成立的日本大型化学工业公司。日语中的“窒素”即化学元素氮。意译即氮肥公司。

## 历史
创始人野口遵从东京帝国大学電気工学科毕业后，在福岛县郡山絹糸紡績会社担任水力发电事业部的技師長。接下来到西门子東京事務所在那里获得了水力发电业务、工程和用电设备营销方面的顾问经验。1906年1月12日野口遵在鹿児島県伊佐郡設立曾木電気株式会社并任社長，运营川内河上的曾木発電所（第一期発電機１台800kW）为附近的金矿供电。为利用富余的水电，1907年3月野口遵在水俁市設立只有45名职工的日本碳化物商会生产电石。1908年4月27日野口遵在德国和意大利以80万日元购买了氰胺工艺固氮专利，将大气中的氮气与电石结合起来生产氰氨化鈣（一种化肥）。1908年8月20日野口遵把曾木電気株式会社与日本碳化物商会合併为日本窒素肥料株式会社。1909年1月27日，大阪商船社長中橋徳五郎兼任会長、野口任専務取締役、藤山常一任常務取締役。1909年5月，氰胺工艺氮肥工厂在水俁市建成。当时，由于日本耕地匮乏且农场规模较小，氮肥是提高农业产量的关键，因此该公司为其产品找到了现成的市场。日窒还涉足其他由电石生产的产品，开始生产乙酸、氨、炸药和丁醇。1914年在熊本县加贺美市开设工厂采用日本首创的固氮工艺生产硫酸铵（另一种化肥）。受第一次世界大战影响，此前占据日本市场大部分份额的英国硫酸铵进口骤降，硫酸铵市场价格飙升近三倍，维持在高位直到1918年世界大战结束。由于日窒使用国产原材料和企业内部发电，生产成本并未上升，在战争期间获得了较大利润。1918年，水俣工厂以每吨70日元的成本生产硫酸铵，以成本五倍半的价格出售。第一次世界大战结束后，外国竞争者重返日本市场，这些巨额利润使日窒能够在随后的价格下跌中幸存下来。1921年野口遵赴欧洲考察，决定从意大利引进卡萨莱氨替代合成法，从德国联合光泽面料公司引进铜氨纤维人造丝技术。为此，新建了铜氨纤维絹糸製造的“旭絹織物”工場和合成氨的延岡工場（二者都是現在旭化成的前身）。加工人丝线得到的硝化纤维素是棉火药的原料，是一种可以从和平工业转战时工业的产品。1924年使用卡萨莱氨替代合成法的延岡工場开始生产，这需要使用极高的温度和压力。该工艺成功后，水俣工厂就转而采用该工艺并开始大规模生产。日窒稳步发展，将利润投资于新技术，并将生产扩展到新领域，逐渐成为大型企业集团。日窒在国内的化学工业中占据了很大一部分，同时与森矗昶的昭和肥料（现为昭和电工）展开激烈竞争。
1925年10月26日日窒总部迁到大阪市北区宗是町。
在扩建水俣工厂和延冈工厂的同时，野口遵还准备在朝鲜建造一座大型硫酸铵生产厂。1925年6月，从朝鲜总督府获得盖马高原鸭绿江支流长津江与赴战江的水电开发权，修建了20万千瓦的赴战江梯级水力发电厂。1926年1月，日窒在咸興市全资設立朝鮮水力電気株式会社；1927年5月，設立朝鮮窒素肥料株式会社。1932年建成赴戰江梯级水电站。1933年5月設立长津江水电株式会社，资本金2000万日元，野口遵就任社长，久保田豊出任董事兼设计建造总指挥。1933年开始建造长津江蓄水池（長津湖）水坝，1934年建成总体积56.5万立方米、高55米、顶长700多米的拦河重力坝，形成了长津湖水库，海拔约1060米、面积54.2平方公里、库容量超过1.6亿立方米（另说3.8亿立方米）。从1936年到1938年建造了一条由长津湖东南湖畔的“泗水”向东南方向的23600米长引水隧道，穿过赴战岭山脉分水岭，流入城川江支流黑抹川。引水隧道沿途修建了4座引水式梯级水电站。总装机32.7万千瓦。发电设备全部都由芝浦电器株式会社研制。同时建设一条从长津江经平壤到汉城的400公里154千伏高压输电线。1937年开始开发虚川江水电项目。长津江下游建有狼林湖发电所，形成的狼林湖（也称“第二长津湖”）湖面海拔约970米，形成1库3级梯级水电开发，总装机容量22万千瓦。日窒在朝鲜北部的12个水力发电厂获得了总计87万千瓦的电力资源。水力发电厂为化工厂提供电力。在水坝群靠日本海一侧的咸镜南道咸兴郡的興南、永安、本宮建造了三家工厂。这些工厂主要以合成氨为原料生产硫酸铵、硫酸磷铵等化肥，同时也生产油脂、低温煤炭干馏、碱类、碳化物、炸药、金属等多种其他化工产品。興南地区设立了朝鮮窒素肥料株式会社等10余家子公司及联营公司，占地面积1980万平方米，员工4.5万人，包括家庭在内总人口18万，成为世界领先的化工联合体之一，拥有世界第一的水电解装置产能和世界第三的年产50万吨硫酸铵产能。1930年1月15日 朝鮮窒素肥料与朝鮮水電合併。
日窒子公司在朝鲜迅速发展，被公认为新兴财阀。被称为日窒康采恩、日窒财阀、「野口財閥」。与三菱、三井等老牌财阀的区别在于，日窒没有自己的银行和保险公司。 因此，日窒依赖政府控制的银行。
1937年日窒的下属子公司有：
- 日本窒素肥料
- 朝鮮窒素肥料
- 長津江水電
- 朝鮮石炭工業
- 朝鮮鉱業開発（1929年成立，1940年改名为日窒鉱業開発，1950年改为日窒鉱業，1973年改名为日窒工業，1989年改为現名日窒株式会社（日语：ニッチツ））
- 日本窒素火薬
- 朝鮮窒素火薬
- 新興鉄道
- 日窒火薬販売
- 旭ベンベルグ絹糸（現旭化成）
- 朝鮮送電
- 日本マグネシウム金属
- 雄基電気
- 朝鮮ビルディング
- 日窒宝石
- 富田商会
- 草津硫黄鉱業
- 朝鮮石油（日语：朝鮮石油）
- 日本水電（日语：日本水電）
- 東洋工業(現・马自达)
- 東洋水銀鉱業
- 瑞豊鉄道
- 日窒證券

日窒的企图心进一步拓展，开始在水量丰沛的鸭绿江干流开发水电资源，与满洲国当局和朝鮮総督府联合制定了利用7座水坝发电165万千瓦的计划。1937年8月开始建设水丰发电厂，水坝长900m，高106m，水面345km2，是当时世界第二大人工湖；装机70万千瓦，到1944年几乎竣工。
战争时期，日窒在朝鲜的灰岩工場通过煤炭直接液化生产汽油和乙醇；兴南地区的竜興工場生产用作航空燃料的异辛烷；水豊下游的青水工場生产电石，继续努力生产乙炔黑；南山工場的合成橡胶；吉林工厂制造人造石油。除此之外，还在华北、台湾、海南岛、苏门答腊、爪哇、马来半岛、新加坡等地发展制造业、电源开发、矿石开采等业务。日窒鉱業開発株式会社为开发海南岛石碌铁矿，建设了八所港和石八铁路。
1945年，日本战败投降后，被迫放弃在朝鲜的所有财产和利益，损失了90%的资产，日窒财阀崩溃。美国控制的盟軍佔領当局的“株式会社指定委员会”把日窒财阀列为“十大财阀”和“十五大财阀”，将其视为依附军国主义政府的公司，“指令解散”。1950年1月12日根据《企業再建整備法》，日本窒素肥料株式会社改名为新日本窒素肥料株式会社（新日窒，Shin Nichitsu），资本金4亿日元，总公司设在东京都千代田區。
1956年設立日窒醋酸盐株式会社。1958年設立日窒電子化学株式会社。1960年設立九州化学工業株式会社。1962年設立智索（Chisso）石油化学株式会社。1965年1月1日改名为智索（Chisso）株式会社。2012年重组为JNC (日本新智索)。

### 水俁病公害
1932年，窒素株式会社在熊本縣水俁市的化學工廠生產氯乙烯與醋酸乙烯，其製程中需要使用含汞的催化劑。該工廠為節省成本，將未經處理的含汞毒廢水在完全沒有任何化學過濾的情況下排入水俣灣，這些含汞的劇毒物質流入近海並被魚蝦所吸收，進而在生物體內轉化成甲基氯汞（化學式CH3HgCl）与二甲汞（化學式(CH3)2Hg）等有機汞化合物。當人類捕食海中生物後，甲基汞等有機汞化合物進入人體，被腸胃吸收、造成生物累積，隨後侵害人體腦部和身體的其他部分。
1952年，水俁當地的許多貓隻出現不尋常現象，例如走路顛顛跌跌、抽搐痙孿、流口水，甚至時不時發足狂奔或原地打轉，當地居民稱「貓舞病」或「怪病」。1953年1月，有貓發瘋打轉後跳海自殺，但當時尚未引起注意；一年內，投海自殺的貓總數達五萬多隻，周圍漁村的貓幾乎絕跡，接著狗和豬也發生了類似的發狂狀況。
1956年4月21日，人類亦被確認發生同樣的症例，來自入江村的小女孩田中靜子成為第一位患病者，出現了關節變形、渾身抽搐的症狀，被送至窒素株式会社附屬醫院，但病況急速惡化，一個月後雙眼失明，全身痙攣，不久後死亡。死者的兩歲妹妹田中實子也罹患相同的病症，不久又發現許多村民都有類似問題，且患者多為漁民家庭出身。病徵輕則口齒不清、步履瞞珊、面部痴呆、手足麻痹、移動困難、感覺障礙、視覺喪失、身體震顫、手足變形，聽力、視覺、言語失能，重則神經失常，或酣睡，或興奮，全身痙攣、神經錯亂，身體彎弓高叫，直至死亡。
醫師細川一認為事態嚴重，向官方提出正式報告，並將這種怪病稱為「水俁奇病」。日本學者在1956年8月發現水俁灣的海水中有污染物質，因此研究人員調查的矛頭指向窒素株式会社。此事造成水俁近海的魚貝類價值一落千丈，多為漁民的水俁居民由於陷入貧困，反而大量食用滯銷的有毒魚貝，使得災情擴大，该鎮的四萬居民先後有一萬人具不同程度的病狀。
1957年8月，成立水俁病患者家庭互助會。1959年，熊本大學醫學部水俁病研究班發表研究報告，指出水俁病之原因是當地窒素株式会社工廠所排出的有機汞，在1932至1968年間有數百噸的汞被排入水俁灣。1959年底，漁民開始向窒素株式会社進行示威抗議。
1960年，正式將「甲基汞中毒」所引起的工業公害病定名為「水俁病」。然而，新日本窒素肥料立即否認此調查結果，并回應稱該工廠的製造過程只使用了無機的金屬汞，並未使用有機的甲基汞，因此不可能是水俁病的來源。工廠對事件的處理相當消極，不但沒有停止排放污水，還企圖掩蓋真相，阻撓相關的調查研究，甚至買通打手以暴力嚇阻。
日本官方於1968年左右才確認兩者之間的關係，但數年的遲誤已造成災害進一步擴大。1973年，法院判決窒素株式会社必須立即付出相當於3,200萬美元的賠償金，而被認定為水俁病的患者可從政府及新日本窒素肥料公司申請相關醫療費用的補償。该事件被认为是歷史上最嚴重的工业灾难之一，窒素株式会社在兩年內一共賠付了八千萬美元。
至1997年10月，由官方所認定的受害者高達12,615人，當中有1,246人已死亡。